# Margaret Wotton
Margaret Wotton (Boughton Malherbe, 1487 – 1541) è stata una nobile inglese.

## Biografia
Era figlia di Sir Robert Wotton di Boughton Malherbe, nel Kent, e di Anne Belknap, sorella di Sir Edward Belknap.
Due suoi fratelli ricoprirono rilevanti posizioni nel governo: Sir Edward Wotton fu tesoriere a Calais mentre Nicholas Wotton fu tra i diplomatici che organizzarono il matrimonio tra Enrico VIII d'Inghilterra ed Anna di Clèves nel 1539.
Nel 1505 sposò William Medley da cui ebbe un solo figlio:
- George (c.1506-1562).

Nel 1509 rimase vedova e si risposò quello stesso anno con Thomas Grey, II marchese di Dorset divenendo marchesa consorte.
La coppia ebbe otto figli:
- Lady Elizabeth Grey (1510–1564), che sposò Thomas Audley, I barone Audley di Walden e poi George Norton;
- Lady Katherine Grey (1512 – 1º maggio 1532), sposò Henry Fitzalan, XIX conte di Arundel;
- Lady Anne Grey (?-1548),che sposò Sir Henry Willoughby ;
- Henry Grey, I duca di Suffolk (12 gennaio 1517 – 23 febbraio 1554), sposò Lady Frances Brandon;
- Lord John Grey (1523 – 19 novembre 1569);
- Lord Thomas Grey (1526 – dopo il 1554);
- Leonard Grey;
- Lady Mary Grey.

Margaret e suo marito fecero parte del gruppo di nobili che accompagnò la principessa Maria Tudor in Francia nell'autunno del 1514 per le sue nozze con Luigi XII di Francia.
Nell'ottobre 1530 suo marito morì e gli venne data la custodia e l'amministrazione delle proprietà di suo figlio Henry durante la sua minore età.
Il 10 settembre 1533 al palazzo di Greenwich, Margaret fu una delle madrine della principessa Elisabetta, figlia di Enrico VIII ed Anna Bolena. Tre mesi prima, il 1º giugno, Margaret aveva cavalcato nella processione di incoronazione della regina Anna dalla Torre di Londra fino all'Abbazia di Westminster.

## Le dispute col figlio
Margaret iniziò una lunga serie di litigi con il figlio, che era divenuto marchese di Dorset durante la sua minore età nel 1530. Questi era stato costretto a pagare una multa di £4000 per violazione di contratto dopo aver rinunciato al fidanzamento con Katherine Fitzalan, figlia del conte di Arundel. In seguito, Margaret provò a limitare l'assegno che spettava al figlio. Ciò causò la costernazione della nobiltà inglese che l'accusò di mancanza di amore materno e inappropriato comportamento verso un parente stretto del re.
Margaret solo accettò il matrimonio tra Henry e Lady Frances Brandon, nipote del re, con la condizione che il padre della sposa, Charles Brandon, I duca di Suffolk sostenesse economicamente la coppia fino alla maggiore età.
Nel 1534 ella fu costretta a rispondere alle accuse della sua anaffettività verso il figlio offrendo di contribuire all'avanzamento del figlio a corte.
Diversi anni dopo Henry portò sua madre dinanzi al consiglio del re, dove ella tardivamente dovette ammettere che l'assegno non era sufficiente a gestire le proprietà. L'ira del figlio non si placò tanto che ella dovette lasciare la residenza della famiglia Grey a Bradgate House; tuttavia Henry non liberò la casa dagli oggetti personali della madre tanto che ella dovette scrivere una lettera a Thomas Cromwell supplicandolo di poter riavere almeno i propri beni per poter sopravvivere.
Margaret morì nel 1541 all'età di 54 anni. Le sue fattezze in vita vennero immortalate due volte da Hans Holbein il Giovane.